# كأس أوغندا 1987
كأس أوغندا 1987 (بالإنجليزية: 1987 Uganda Cup)‏ هو موسم من كأس أوغندا. فاز فيه نادي كامبالا سيتي.